# Pidmonastîr, Peremîșleanî
Pidmonastîr (în ucraineană Підмонастир) este un sat în comuna Velîki Hlibovîci din raionul Peremîșleanî, regiunea Liov, Ucraina.

## Demografie
Componența lingvistică a localității Pidmonastîr
     Ucraineană (100%)
Conform recensământului din 2001, toată populația localității Pidmonastîr era vorbitoare de ucraineană (100%).